# Werner David
Werner David (* 26. Februar 1951 in Leipzig; † 23. Januar 2024 ebenda) war ein deutscher Karikaturist und Pressezeichner und nach der deutschen Wiedervereinigung hauptamtlicher Gewerkschaftsfunktionär.

## Leben und Werk
David absolvierte in Dresden eine Lehre als Offsetdrucker und arbeitete bis 1990 beim Graphischen Großbetrieb Interdruck Leipzig in seinem Beruf. Dort war er auch Mitglied der Abteilungs-Gewerkschaftsleitung des FDGB. 
Neben seiner beruflichen Tätigkeit betätigte David sich autodidaktisch als Zeichner und Maler. Er veröffentlichte 1977 erste Karikaturen in der Presse und arbeitete dann in Leipzig auch als freischaffender Karikaturist und Pressezeichner. Seine Karikaturen wurden u. a. vom Eulenspiegel, der Leipziger Volkszeitung und von Neues Leben veröffentlicht. Er wurde in den Verband Bildender Künstler der DDR aufgenommen, dem er bis 1990 angehörte. 
Als 1989 der Zusammenbruch der DDR einsetzte, wollte David diese noch erneuern statt sie abzuschaffen. Er machte deshalb Zeichnungen für die von Bernd-Lutz Lange initiierte Aktion ,Leipzig, ich häng' an Dir'. 
Nach der deutschen Wiedervereinigung wurde David wie die meisten seiner Kolleginnen und Kollegen Ende 1990 entlassen. Als nunmehr Arbeitsloser engagierte er sich für die IG Medien und ab 1991 arbeitete er dort hauptamtlich als Landesbezirkssekretär des Landesbezirks Südost.
Daneben betätigt er sich weiter als Karikaturist und nahm seit 2003 an allen Greizer Triennalen der Karikatur teil. Seine Bilder zeichnete David mit L.viss, abgeleitet von Elvis, seinem früheren Spitznamen, den er wegen seiner Elvis-Presley-Tolle erhalten hatte.

## Ausstellungen

### Einzelausstellungen
- 1988: Leipzig
- 2016: Greiz, Sommerpalais („Vor- und Nachspiel“)
- postum 2024: Greiz, Kabinett im Sommerpalais („Alte Meister – gestochen scharf“)[1]

### Gruppenausstellungen
- 1985: Leipzig, Bezirkskunstausstellung
- 1980, 1986, 1988 und 1990: Greiz, Sommerpalais (Karikaturenbiennale bzw. -Triennale Satiricum)
- 1988: Berlin, Ausstellungszentrum am Fernsehturm („America latina. Lateinamerika in der bildenden Kunst der DDR“)
- 1990: Leipzig und Hannover, Wilhelm-Busch-Museum („Karicartoon 90. 17 Karikaturisten der Sektion Karikatur und Pressezeichnung Süd stellen sich vor.“)